# 特奥菲洛·古铁雷斯
特奥菲洛·安东尼奥·古铁雷斯·龙坎西奥（西班牙語：Teófilo Antonio Gutiérrez Roncancio，1985年5月17日—），哥伦比亚足球运动员，现效力于哥倫比亞足球甲級聯賽球隊布卡拉曼加，司职前锋。

## 外部連結
- 特奥菲洛·古铁雷斯在 National-Football-Teams.com 上的出场纪录
- TFF Profile （页面存档备份，存于）